# ناتالي غافين
ناتالي غافين (بالإنجليزية: Natalie Gavin)‏ هي ممثلة بريطانية، ولدت في 1988 في المملكة المتحدة.

## وصلات خارجية
- ناتالي غافين على موقع IMDb (الإنجليزية)
- ناتالي غافين على موقع قاعدة بيانات الفيلم (الإنجليزية)